# ميخائيل ر. ميرفي
ميخائيل ر. ميرفي (بالإنجليزية: Michael R. Murphy)‏ هو قاضي ومحامي أمريكي، ولد في 6 أغسطس 1947 في دنفر في الولايات المتحدة.